# Letitia Vriesde Sportcomplex
Letitia Vriesde Sportcomplex is een multifunctioneel stadion in Totness, Suriname. Het is de thuisbasis van SVB Eerste Klasse club FC West United. De voormalige Eerste Klasse-clubs en leden van de Coronie Sportbond (CSB) FC Corona en SV Coronie Boys zijn ook huurders van het stadion. 
Het stadion is vernoemd naar Letitia Vriesde, een voormalige vrouwelijke atlete uit het Coronie District die de eerste Surinaamse sportpersoon werd die meedeed aan vijf Olympische Spelen. 
Het Letitia Vriesde Sportcomplex ligt in het noordwesten van Totness aan de Botromankiweg, vlak bij de Oost-Westverbinding, net ten westen van de Totness Airstrip.
Het sportcomplex werd gebouw met hulp van de Koninklijke Nederlandse Voetbalbond (KNVB).